# Атеизам и религија
Неки покрети или секте у оквиру традиционалних монотеистичких или политеистичких религија признају да је могуће учествовати у пракси вере, духовности и следити догме без вере у божанстава.

## Аврамовске религије

### Јудаизам
У принципу, јеврејска вера захтева веру у Бога. Код многих савремених јеврејских верских покрета рабини сматрају да је понашање јевреја одлучујући фактор у томе да ли је или није присталица јудаизма. У овим покретима се признаје да је могуће да јеврејин практикује јудаизам као веру, а у исто време да буде агностик или атеиста. Једно истраживање је показало да само 48% изјашњених јевреја верују у Бога.
Рабин Аврам Исака Кук, први главни рабин јеврејске заједнице у Палестини, је рекао да атеисти заправо не негирају Бога, већ негирају једану од многих слика Бога. Пошто се рукотворна слика Бога може сматрати идолом, Кук је износио да се, у пракси, може сматрати да атеисти помажу религији тако што уништавају лажне слике Бога. По њему, они тако помажу чувању правог монотеизма.

### Хришћанство
Висок ниво атеизма је примећен међу изјашњеним хришћанима у САД. На пример, за 10% протестаната и 21% католика је откривено да су били атеисти у истраживању обављеном 2003. године.
Католичка црква види атеизам као кршење прве Божије заповести, називајући га "грехом против религије".
Врста атеизма Томаса Алцера се разликује од осталих. У његовој књизи Јеванђеље хришћанског атеизма (1967) износи необичан приступ Богу тако што говори да је Бог умро или се самоуништио. Према Алцеру, ово је "хришћанско признање вере". Постоји јасна разлика између његовог мишљења и Ничеове идеја о смрти Бога. Алцер каже: "Када признамо смрт Бога, говоримо о стварном и реалном догађају. Можда не о догађају који се дешава у једном тренутку или историји, али, без обзира означава догађај који се десио у свемирском и историјском смислу."

### Ислам
У исламу, атеисти спадају у категорију кафира (كافر). Кафир је термин који се такође користи да опише политеизам (Ширк) и означава богохуљење и искључења из исламске заједнице. Арапски, "атеизам" се преводи као илхад (إلحاد), иако то такође значи "јерес".
Муслимани не могу да промене своју веру или да постану атеисти. Атеисти у муслиманским земљама и заједницама често крију свој атеизам (како и људи које раде друге ствари које су забрањене у исламу, попут хомосексуалности) због страха од казне.

## Индијске религије
Атеизам се сматра прихватљивим у оквиру хиндуизма, ђаинизма и будизма.

### Хиндуизам
Иако је атеизам прихватљив у хиндуизму, по хиндуизму је пут атеиста веома тежак за праћење по питањима духовности.
У шест основних астика школа хинду филозофије, самхија не прихвата Бога и рана мимаса такође одбацује појам Бога. У самихају нема појама за врховно биће које је основа постојања. 

### Ђаинизма
Ђаинизам сматра да је сама душа заправо Бог. Они не верују у бога творца, али по њима постоје бројни богови у космосу.

### Будизам
Будизам се често назива нетеистическом религијом, јер будистичке власти и канонски текстови не потврђују, а понекад и одбацују:
- Постојање стварања, а самим тим и божанског творца
- Да су бог (дева), богови или друга божанска бића извор моралних императива. Уместо тога, дарма се преписује универзуму
- Да су људи и друга створења одговорна богу и боговима за своје поступке

Сви будистички канонски текстови који помињу појам прихватају постојање, али не и ауторитет, великог броја духовних бића. Са тачке гледишта западног теизама, одређени концепти буде у махајана школи будизма изгледају као да су слични западним идејама о Богу, али је сам Сидарта Гаутама (оснивач будизма) негирао да је он Бог или божанство.

## Кинеске религије
Неки облици конфучијанизма и таоизма не потврђују, нити се заснивају на вери у врховно биће или бића. Међутим, конфучијански списи често помињу Тиан (небо), који означава изузетну снагу са личним додиром. Превод појма Тао као "бог" на западу у неким издањима Тао те Ђинга (Књиге пута и врлине) доводи до заблуде. И даље се води дискусија о томе да ли је Тао по Лао Цеу теистички или нетеистички концепт. Таоисти ипак верују у различита космолошка бића која су аналогије космичким силама у свемиру.

## Сатанизам
Левеј сатанизам који је основао Антон Шандор Левеј
је атеистички, јер одбацује веру у Бога и сва остала божанства, укључујући и Сатану. "Сатанизам почиње са атеизмом", - рекао је високи свештеник Сатанистичке цркве у интервјуу и додаје "Нема Бога, нема ђавола. То никога не занима!". Функцију Бога врши сам сатаниста, а левеј сатанизам одбацује молитве, живот након смрти и божанске силе.

## Правни статус атеизма
Генерално, религија и права су били синоними кроз целу историју, почевши од Хамурабијевог законика па до савременог кодекса. Пракса државне религије је била правна обавеза и зато је остала у многим традиционалним правним системима као што је шеријат. 
Упркос одвајању цркве и државе крајем 18. века у Француској и Сједињеним Америчким Државама, секуларизација је морала у многим деливима Европе и Северне Америке да сачека 20. век. У неким земаља света се агностици и атеисти и даље сурово кажњавају, а понекад  и погубљују.
Највишћи верски преступи су јерес, богохуљење, апостасија или било које понашање које подразумева одустајање од прописане верске дужности. Такође се кажњавају мистичне или тајне активности као слободно зидарство, врачање, чаробњаштво, алхемија и приватне праксе попут хомосексуалности, контрацепције и атеизма. Слобода вероисповести се тек развила у другој половини 20. века, након Универзалне декларације о људским правима.